# Gressenhall
Gressenhall – wieś w Anglii, w hrabstwie Norfolk, w dystrykcie Breckland. Leży 28 km na zachód od Norwich i 150 km na północny wschód od Londynu.
Miejscowość liczy 1008 mieszkańców.